# نسبة الإشارة إلى الضجيج

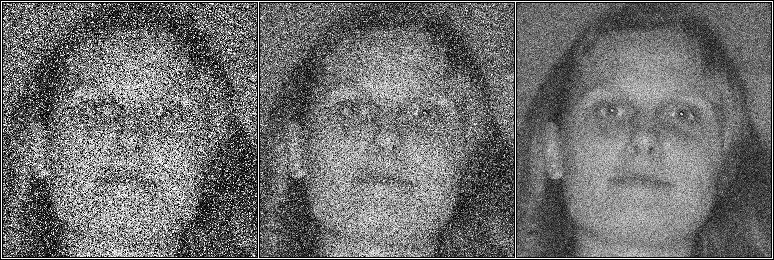
صورة مشوشرة (يسار), وبعد تعديل ، ثم تعديل آخر.

نسبة الإشارة إلى الضجيج  مؤشر في العلوم والهندسة يقارن قيمة إشارة (في الغالب إشارة كهربائية) مرغوبة بمستوى ضجيج الخلفية (ويسمى أيضا الشوشرة . وتعرّف أنها نسبة قدرة الإشارة إلى قدرة الضجيج. ويمكن حسابها لإشارات غير كهربائية بذات التعريف. والغرض منها قياس مدى تشوش المعلومة المنقولة بفعل الضجيج، ويمكن ترشيح الإشارة للتخلص من الضجيج طالما كانت هذه النسبة مقبولة.
في حين نسبة الإشارة إلى الضجيج (SNR) عادةً ما تُستخدم للإشارات الكهربائية، فإنه يمكن تطبيقها على أي شكل من أشكال الإشارة، على سبيل المثال مستويات النظائر في عينة لبية جليدية، أو التأشير الكيميائي الحيوي بين الخلايا، أو إشارات التداول المالي. تُستخدم أحيانًا نسبة الإشارة إلى الضجيج بصورة مجازية للإشارة إلى نسبة المعلومات المفيدة إلى البيانات الخاطئة أو غير ذات الصلة في محادثة أو تبادل. على سبيل المثال، في منتديات المناقشة عبر الإنترنت والمنتديات الأخرى عبر الإنترنت، تُعتبر المشاركات خارج الموضوع والرسائل غير المرغوب فيها «ضجيجًا» يتداخل مع «إشارة» المناقشة المناسبة.
ترتبط كل من نسبة الإشارة إلى الضجيج وعرض الحزمة وسعة القناة لقناة اتصال من خلال نظرية شانون هارتلي.

## تعريف
تُعرّف نسبة الإشارة إلى الضجيج بأنها نسبة استطاعة إشارة ما (قيمة داخلة ذات معنى) إلى استطاعة ضجيج الخلفية (دخل لا معنى له أو غير مرغوب فيه):
{\displaystyle \mathrm {SNR} ={\frac {P_{\mathrm {signal} }}{P_{\mathrm {noise} }}},}
حيث P متوسط الاستطاعة. يجب قياس كل من استطاعة الإشارة والضجيج عند نفس النقاط أو ما يعادلها في النظام، وضمن نفس عرض الحزمة للنظام.
اعتمادًا على ما إذا كانت الإشارة ثابتًا (s) أو متغيرًا عشوائيًا (S)، تصبح نسبة الإشارة إلى الضجيج من أجل ضجيج عشوائي N:{\displaystyle \mathrm {SNR} ={\frac {s^{2}}{\mathrm {E} [N^{2}]}}}
{\displaystyle \mathrm {SNR} ={\frac {s^{2}}{\mathrm {E} [N^{2}]}}}{\displaystyle \mathrm {SNR} ={\frac {s^{2}}{\mathrm {E} [N^{2}]}}}
حيث تشير إي (E) إلى القيمة المتوقعة، أي في هذه الحالة متوسط مربع N، أو تعطى بالمعادلة:
{\displaystyle \mathrm {SNR} ={\frac {\mathrm {E} [S^{2}]}{\mathrm {E} [N^{2}]}}}
إذا كانت قيمة الضجيج المتوقعة صفرًا، مثلما هو شائع عادةً، فإن المقام هو تباينه، أو مربع انحرافه المعياري σN.
يجب قياس الإشارة والضجيج بنفس الطريقة، على سبيل المثال قياس الجهود الكهربائية عبر نفس المعاوقة. يمكن استخدام جذر متوسط المربع بدلاً من ذلك في النسبة:
{\displaystyle \mathrm {SNR} ={\frac {P_{\mathrm {signal} }}{P_{\mathrm {noise} }}}=\left({\frac {A_{\mathrm {signal} }}{A_{\mathrm {noise} }}}\right)^{2},}
حيث إيه (A) هي جذر متوسط مربع المطال (آر إم إس) (على سبيل المثال، آر إم إس للجهد الكهربائي).

### ديسبل
نظرًا إلى أن العديد من الإشارات لها نطاق ديناميكي واسع جدًا، غالبًا ما يُعبر عن الإشارات باستخدام مقياس ديسيبل اللوغاريتمي. بناءً على تعريف الديسيبل، يمكن التعبير عن الإشارة والضجيج بالديسيبل (dB) على الشكل التالي
{\displaystyle P_{\mathrm {signal,dB} }=10\log _{10}\left(P_{\mathrm {signal} }\right)}
و
{\displaystyle P_{\mathrm {noise,dB} }=10\log _{10}\left(P_{\mathrm {noise} }\right).}
بطريقة مماثلة، يمكن التعبير عن إس إن آر بالديسيبل على الشكل التالي
{\displaystyle \mathrm {SNR_{dB}} =10\log _{10}\left(\mathrm {SNR} \right).}
وباستخدام تعريف نسبة الإشارة إلى الضجيج
{\displaystyle \mathrm {SNR_{dB}} =10\log _{10}\left({\frac {P_{\mathrm {signal} }}{P_{\mathrm {noise} }}}\right).}
وباستخدام قاعدة القسمة للوغاريتم
{\displaystyle 10\log _{10}\left({\frac {P_{\mathrm {signal} }}{P_{\mathrm {noise} }}}\right)=10\log _{10}\left(P_{\mathrm {signal} }\right)-10\log _{10}\left(P_{\mathrm {noise} }\right).}
ينتج عن الاستعاضة عن قيم إس آن آر والإشارة والضجيج بالديسيبل في المعادلة أعلاه صيغة مهمة لحساب نسبة الإشارة إلى الضجيج بالديسيبل، عندما تكون الإشارة والضجيج أيضًا بالديسيبل:
{\displaystyle \mathrm {SNR_{dB}} ={P_{\mathrm {signal,dB} }-P_{\mathrm {noise,dB} }}.}
في الصيغة أعلاه، تُقاس بُي (P) بوحدات الاستطاعة، مثل الواط (W) أو الميلي واط (mW)، وتكون نسبة الإشارة إلى الضجيج عدد نقي (لا واحدة له).
ولكن، عندما تُقاس الإشارة والضجيج بالفولت (V) أو الأمبير (A)، وهي مقاييس المطال، يجب أولاً تربيعها للحصول على كمية تتناسب مع الاستطاعة، مثلما هو موضح أدناه في المعادلة:
{\displaystyle \mathrm {SNR_{dB}} =10\log _{10}\left[\left({\frac {A_{\mathrm {signal} }}{A_{\mathrm {noise} }}}\right)^{2}\right]=20\log _{10}\left({\frac {A_{\mathrm {signal} }}{A_{\mathrm {noise} }}}\right)=\left({A_{\mathrm {signal,dB} }-A_{\mathrm {noise,dB} }}\right).}

### المدى الديناميكي
يرتبط مفهوم نسبة الإشارة إلى الضجيج مع مفهوم المدى الديناميكي ارتباطًا وثيقًا. يقيس المدى الديناميكي النسبة بين أقوى إشارة غير مشوهة على القناة وبين الإشارة المميزة الدنيا، وهي تمثل مستوى الضجيج في معظم الأوقات. تقيس نسبة الإشارة إلى الضوضاء (إس إن آر) النسبةَ بين مستوى الإشارة الطاغية (ليست بالضرورة أقوى إشارة ممكنة) والضجيج. يتطلب قياس نسب الإشارة إلى الضجيج اختيار إشارة نموذجية أو مرجعية. في الهندسة الصوتية، تكون الإشارة المرجعية عادة موجة جيبية على مستوى اسمي أو محاذاة قياسيان، مثل 1 كيلو هرتز عند +4 ديسيبل (1.228 في آر إم إس (VRMS)).
عادة ما تُؤخذ إس إن آر للإشارة إلى متوسط نسبة الإشارة إلى الضجيج، إذ من الممكن أن تكون نسبة الإشارة إلى الضجيج اللحظية (أو شبه اللحظية) مختلفة اختلافًا كبيرًا. يمكن فهم المفهوم على أنه تطبيع مستوى الضجيج إلى 1 (0 ديسيبل) وقياس مدى «بروز» الإشارة.

## اقرأ أيضاً
- حد الكشف